# Römerwacht

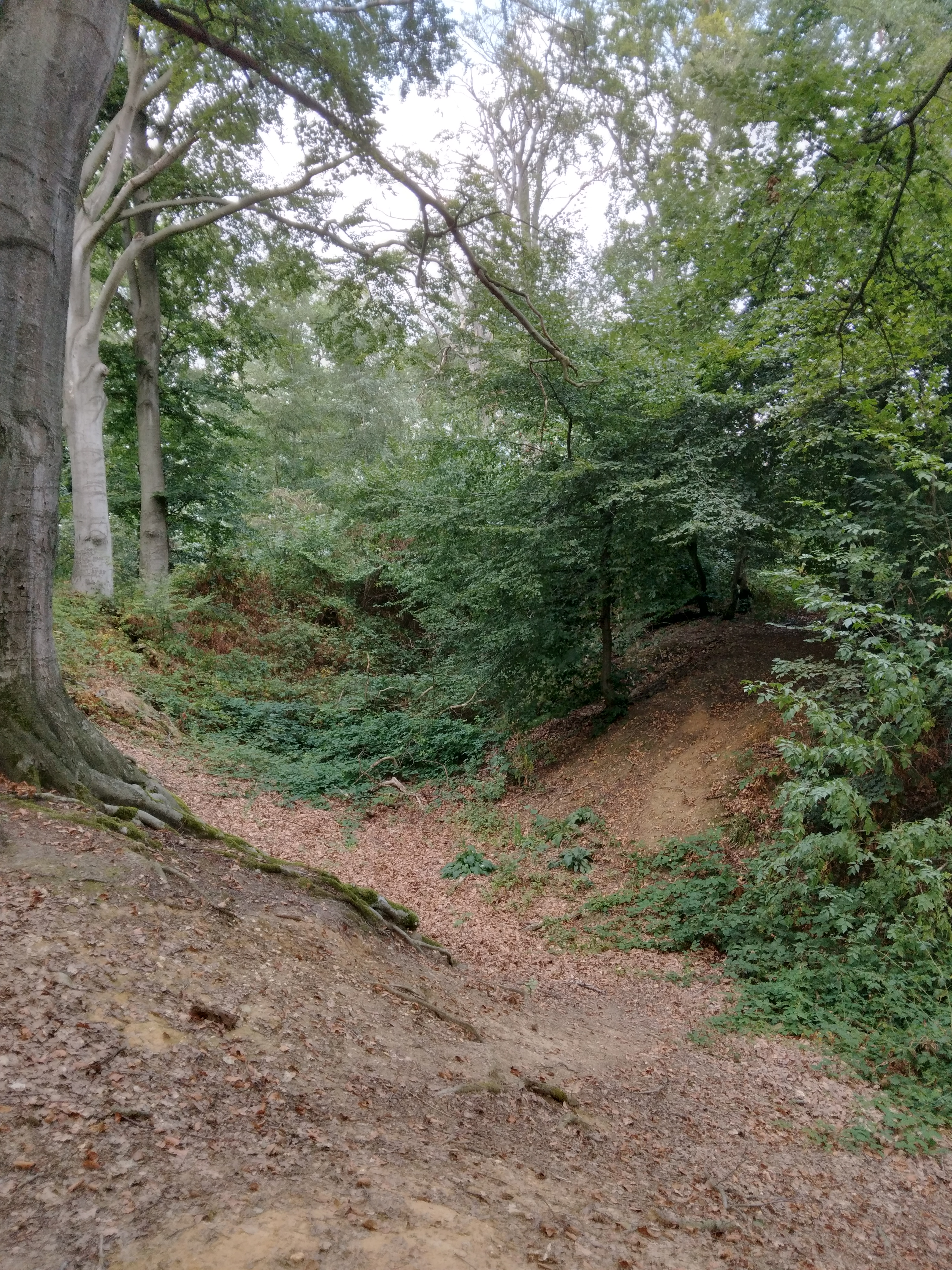
Römerwacht auf dem Liedberg. Graben an der Westseite, Blick nach Norden.

Die Römerwacht ist eine mögliche Befestigung oder keltische Kultstätte auf dem Liedberg in Korschenbroich.
Es handelt sich um ein Areal mit einem Durchmesser von 30 Metern, das von einem runden Graben von vier bis fünf Metern Tiefe umgeben ist. Ein Zugang befindet sich im Nordosten. Entdeckt wurde die Anlage im Jahr 1924. Es wird vermutet, dass die als Bodendenkmal geschützte Anlage bereits in keltischer Zeit entstanden ist. Ob es sich damals um eine Befestigungsanlage, eine keltische Kultstätte oder eine andere Nutzung handelt, ist derzeit noch unklar. Stand 2023 laufen weitere Forschungen durch den Landschaftsverband Rheinland.